# ألبيرتو غويليس
ألبيرتو غويليس (بالإسبانية: Alberto Quiles)‏ (27 أبريل 1995 بولبة في إسبانيا - ) هو لاعب كرة قدم إسباني في مركز الهجوم.

## روابط خارجية
- ألبيرتو غويليس على موقع قاعدة بيانات كرة القدم.إي يو (الإنجليزية)
- ألبيرتو غويليس على موقع Soccerway.com (الإنجليزية)
- ألبيرتو غويليس على موقع AS.com (الإسبانية)